# ناحیه خاگراچری
ناحیه خاگراچری (به لاتین: Khagrachhari District) یک ناحیه در بنگلادش است که در استان چیتاگونگ واقع شده‌است.

## خصوصیات
ناحیه خاگراچری ۲٬۷۴۹٫۱۶ کیلومترمربع مساحت و ۶۱۳٬۹۱۷ نفر جمعیت دارد.